# Майра Алехандра
Майра Алехандра Родригес Лесама (исп. Mayra Alejandra Rodríguez Lezama; 7 мая 1958, Каракас — 17 апреля 2014, там же) — венесуэльская актриса телесериалов.

## Биография
Родилась в Каракасе 7 мая 1958 года. С детства мечтала стать актрисой. Дебютировала в 1975 году в сериале «Валентина» и с тех пор снялась в 17-ти киноработах, некоторыми из которых оказались фильмами. Актриса участвовала лишь в культовых сериалах, многие из которых вышли на мировой сериальный рынок.

### Популярность в России
В России актрису полюбили за роль в сериале «Запретная женщина», чья героиня Ирене Ривас разрывалась между Херманом Гальярдо (в исполнении Андреса Гарсия) и его сыном Карлосом (Фернандо Карильо). Сериал «Запретная женщина» с успехом прошёл в сентябре 1994 — январе 1995 года на телеканале 2x2, и повторно показан в конце 90-х годов на телеканале М1.

### Последние годы жизни
После сыгранного фильма в 2010 году, у Майры Алехандры был диагностирован рак, актриса боролась с неизлечимой болезнью 4 года, но лечение не дало никаких результатов.
Скончалась 17 апреля 2014 года в Каракасе.

## Личная жизнь
Майра Алехандра вышла замуж за известного мексиканского актёра Сальвадора Пинеда и родила сына Аарона Сальвадора, однако личная жизнь была недолгой — супруги развелись.

## Фильмография

### СериалыVenevision
- 1975 — «Валентина» — Маурита.
- 1976/77 — «Каролина» — Каролина Вильякастин*
- 1977 — «Дочь Хуана Креспо» — Диана Креспо*
- 1980 — «Роса Кампос» — Роса Кампос*
- 1981 — «Моя Луисана» — Луисана Нарваль де Берналь*
- 1983 — «Благая надежда» — Эсперанса Акунья
- 1983 — «Леонела — Леонела» Феррари Мирабаль*
- 1983 — «Марта и Хавьер» — Марта Гальван*
- 1991 — «Запретная женщина» — Ирене Ривас*
- 1993 — «Бумажная любовь» — Летисия
- 2000 — «Магия любви» — Ракела де Вальдеррама
- 2004 — «Странная Анастасия» — Иоланда Пас*
- 2005/06 — «Со всей душой» — Исабель Морелли*
- 2007 — «Хамелеон» — Амалопа «Пола» Ривас

(*) — главная роль

### Фильмы
- 1978 — Кармен, «Кармен, которой было 16 лет»
- 1986 — Манон, «Манон»
- 2010 — Карла, «Картонео и Нопалитос»

Аудионовеллы
Рыбыня Изаура (FonoLibro, 2003)—озвучивала роль Изауры